# エンツォ・マレスカ
エンツォ・マレスカ（Enzo Maresca, 1980年2月10日 - ）は、イタリア・ポンテカニャーノ・ファイアーノ出身の元サッカー選手、現サッカー指導者。現役時代のポジションはミッドフィールダー。現在はイングランド1部プレミアリーグ所属チェルシーFCの監督を務めている。

## 経歴

### 選手時代

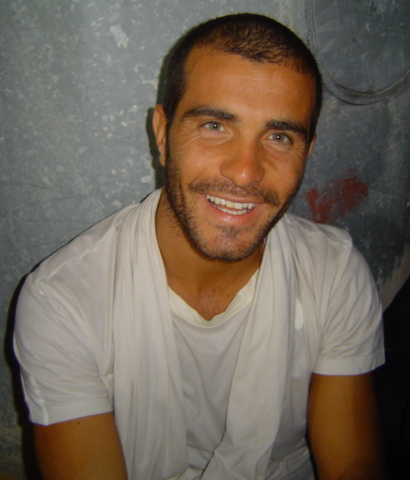
セビージャFC時代（2008年）

ACミランとカリアリ・カルチョのユースで過ごした後、プレミアリーグのウェスト・ブロムウィッチ・アルビオンFCでデビューを果たすという珍しい経歴を持つ。2000年にユヴェントスFCに移籍するも、レンタル先を転々とし、ユヴェントスでプレーしたのは2003-04シーズンのみである。
2005年にセビージャFCに移籍し、2005-06シーズンのUEFAカップ決勝のマン・オブ・ザ・マッチに選出されるなど、クラブの同大会優勝に貢献した。
2009年7月、ギリシャのオリンピアコスFCに移籍した
。しかし、2010年8月にはクラブとの契約を解除した。
無所属の状態が続いたが、2010年12月にマラガCFと2年契約を結んだ。
2016年9月、エラス・ヴェローナFCへ移籍。しかし翌年1月13日にクラブとの契約を解除することで合意した。翌月には現役を引退することを表明した。

### 指導者時代
2017-18シーズンよりアスコリのアシスタントコーチに就任したが、11月21日に辞任した。
12月28日に発表されたヴィンチェンツォ・モンテッラのセビージャ監督就任に伴い、同クラブのアシスタントコーチとして招聘された。
その後、ウェストハム・ユナイテッドFCのアシスタントコーチ、マンチェスター・シティFCのユースチーム監督を歴任。
2021年5月27日、セリエB降格のパルマの監督に就任も、11月には成績不振により解任された。
2022年7月、再びマンチェスター・シティに戻り、トップチームのアシスタントコーチに着任。
2023年6月16日、前シーズンプレミアリーグ18位でチャンピオンシップへ降格したレスター・シティの新監督に就任。任期は3年。
ポゼッションを主体としたサッカースタイルを築き上げ、1年でのプレミアリーグ復帰とリーグ優勝に導いた。
2024年6月3日、チェルシーFCの新監督に就任。任期は5年契約+1年延長オプション付。

## 監督成績
2024年5月5日現在
| クラブ           | 国               | 就任          | 退任           | 記録 | 記録 | 記録 | 記録 | 記録 | 記録 | 記録 | 記録   |
| クラブ           | 国               | 就任          | 退任           | 試   | 勝   | 分   | 敗   | 得   | 失   | 差   | 勝率   |
| ---------------- | ---------------- | ------------- | -------------- | ---- | ---- | ---- | ---- | ---- | ---- | ---- | ------ |
| パルマ           | イタリアの旗     | 2021年5月27日 | 2021年11月23日 | 14   | 4    | 5    | 5    | 18   | 21   | −3   | 028.57 |
| レスター・シティ | イングランドの旗 | 2023年6月16日 | 2024年6月2日   | 46   | 31   | 4    | 11   | 89   | 41   | +48  | 067.39 |
| チェルシー       | イングランドの旗 | 2024年6月3日  |                |      |      |      |      |      |      |      |        |
| 合計             | 合計             | 合計          | 合計           | 60   | 35   | 9    | 16   | 107  | 62   | +45  | 058.33 |

## タイトル

### 選手時代

#### クラブ
ユヴェントス
- セリエA : 2001-02
- スーペルコッパ・イタリアーナ : 2013

セビージャ
- コパ・デル・レイ : 2006-07
- スーペルコパ・デ・エスパーニャ : 2007
- UEFAカップ : 2005-06, 2006-07
- UEFAスーパーカップ : 2006

パレルモ
- セリエB : 2013-14

### 指導者時代

#### クラブ
レスター・シティ
- EFLチャンピオンシップ：2023-24

チェルシー
- UEFAカンファレンスリーグ：2024-25
- FIFAクラブワールドカップ：2025

#### 個人
- EFLチャンピオンシップ月間最優秀監督：4回（2023年8月、2023年10月、2023年12月、2024年4月）